# Villa Bonelli (Barletta)
La Villa Bonelli è un bene artistico e storico situato nel quartiere Borgovilla. Costituito da un esteso giardino di circa 22 500 metri quadri e da un edificio di gran pregio con importantissime testimonianze artistiche al suo interno, coincidente con la dimora di campagna della nobile famiglia Bonelli di Barletta. Il complesso risale ad un'epoca compresa tra la fine del Settecento e la seconda metà dell'Ottocento.

## Storia
La Villa dei signori Bonelli entra nella storia della città alla fine del XVIII secolo con l'acquisto della proprietà da parte dei signori Bonelli. La Villa, dapprima chiamata “Torre” o “Casino” e che veniva utilizzata durante il periodo di vendemmia, dopo aver subito alcuni primi interventi architettonici, venne successivamente utilizzata come luogo di brevi soggiorni di villeggiatura.
Tra il Settecento e l'Ottocento la Villa subì alcuni cambiamenti dal punto di vista architettonico, in linea con l'evoluzione urbanistica della città e del ruolo della villa stessa. In generale si possono ancora riconoscere almeno tre fasi costruttive: la prima, identificata come “Torre” originaria, che si pone al centro dell'edificio e si evidenzia in pianta come una struttura indipendente; una seconda ala destra della Torre; a sinistra della Torre un'ala traversa e terrazzata risale al pieno Ottocento. Queste informazioni riferite alla struttura di Villa Bonelli sono ancora parziali e ipotetiche e in attesa di conferme.
Frequentata dalla famiglia fino ai primi del Novecento e spesso aperta al pubblico, fu lentamente e progressivamente abbandonata. Tra il 1943 e il 1945 la villa fu requisita ed occupata da militari inglesi acquartierati a Barletta, da questo momento comincia la vera decadenza del manufatto, poiché la famiglia non fu in grado di sostenere l'onere di un restauro e la vendette quindi al comune di Barletta nel 1979.
Dal 1982 al 1995 fu occupata da famiglie di sfrattati. In seguito il Comune murò le entrate dell'edificio destinando il giardino annesso a verde pubblico. Il giardino è stato restaurato nel giugno 2008 con nuovi impianti di illuminazione, rifacimento dei viali e dei vialetti, pulitura delle vasche e delle fontane, fruibilità delle ‘collinette’, ripristino della zona giochi per bambini.

## Il giardino
Il giardino di Villa Bonelli è l'elemento che più la caratterizza. Nel corso del tempo il giardino ha subito numerosi danni, come la sostituzione e introduzione arbitraria di altre specie vegetali, la parziale distruzione della serra e la totale scomparsa delle piante da frutto, l'impoverimento degli arredi scultorei. Ad ogni modo il muro di cinta ne ha salvaguardato l'habitat e ha fatto sì che la villa rimanesse un luogo separato dal caos urbano.

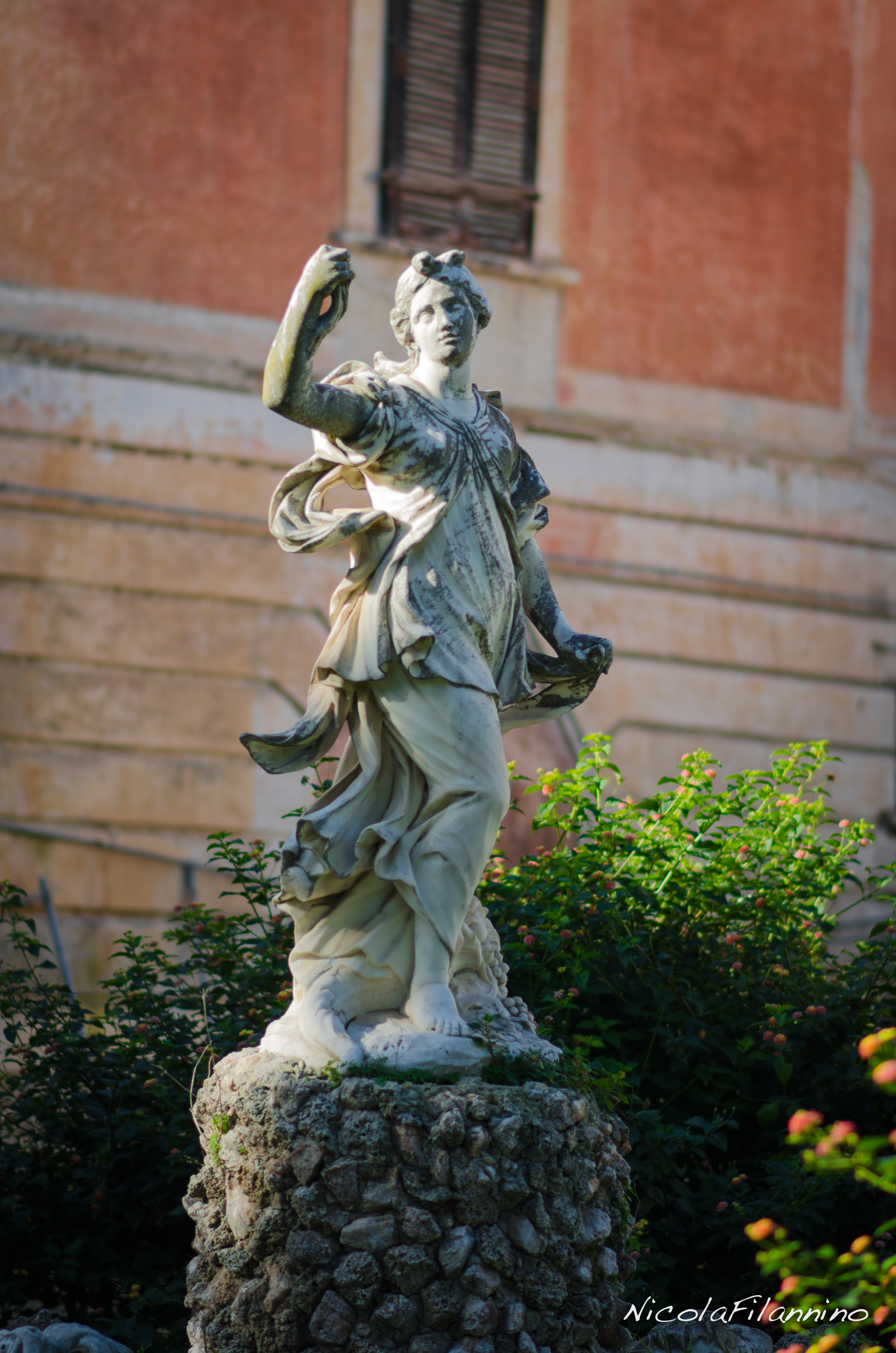
Scultura di Cerere, particolare della fontana omonima nell'atrio di Villa Bonelli.

Il giardino è compreso in un perimetro murario dalla pianta quadrangolare irregolare, simile a un rettangolo. L'edificio è posto circa a metà del lato lungo. L'unico accesso consentito al pubblico è la grande entrata monumentale su via Canosa, incassata a semicerchio nel muro di cinta e caratterizzata da alti pilastri ottagonali sormontati da mensole e fastigi in pietra bianca culminanti in pigne stilizzate.
Il viale che parte da questo ingresso, il principale, compie una curva irregolare verso sinistra e conduce all'ampio piazzale che precede la casa padronale al cui centro troneggia la monumentale fontana di Cerere. Dal viale si dipartono a destra e sinistra numerosi vialetti secondari. A destra troviamo la caratteristica costruzione detta pagliaia alle cui spalle troviamo uno stretto vialetto che costeggia il muro di cinta e porta al grande piazzale della casa padronale. Tornati al viale incontriamo la fontana di Galata. Alle spalle inizia un altro vialetto che raggiunge un parterre circolare da cui si diramano cinque percorsi. Dalla piazzola circolare si diparte anche un vialetto che porta alla zona “regolare” del giardino. Ne nasce un quadrivio adorno di tre busti su plinti, a partire dal quadrivio dei busti il vialetto si addentra nell'area riservata all'uso esclusivo della famiglia Bonelli e dei suoi ospiti.
Il vialetto rettilineo che parte dal quadrivio termina in un'esedra neo-classica, divide la zona in due aree: a sinistra sul lato strada, altri vialetti rettilinei e curvi, mentre ai vertici dei lati corti sono in sito due semicolonne ottagonali su dado quadrato. Il lato destro coincide con il retro della casa padronale e qui troviamo la grande "fontana" di Flora.
Il giardino era servito da un pozzo le cui vicinanze si è scavata nel 1894 una vasca detta fontana dei mascheroni.
La pagliaia è visibile dal viale principale della villa ed è nascosta parzialmente da alberi e cespugli. Deve il suo nome alla presenza dei fasci di paglia che un tempo ne costituivano la copertura. È una costruzione cilindrica con copertura. È testimoniato che l'interno fosse arredato con un tavolo al centro del quale era collocata una statua in marmo; sulle pareti era infisso un sedile pensile. Il pavimento è in maiolica policroma. Sul soffitto una rosa dei venti in legno ottocentesca. Trovano posto tra i viali cinque busti: originariamente sarebbero stati otto. Essi presentano caratteristiche stilistiche comuni: i volti sono variamente atteggiati in pose drammatiche o ironiche. Due figure sono state interpretate rispettivamente come Giove e Minerva, un altro busto rappresenta un fauno. Gli altri due rappresentano un busto di anziano e un busto maschile. La villa Bonelli presenta alcuni elementi di arredo o funzionali in ferro. Tra questi spicca per importanza la serra. Purtroppo questa oggi è in un particolare stato di degrado. Proprio per via di questo degrado e per la sua collocazione, è scarsamente conosciuta e per nulla valorizzata. Si tratta di un raro superstite esempio pugliese di architettura in ferro. L'epoca in cui la serra è stata realizzata è incerta. La prima testimonianza è in una cartolina del 1905 che raffigura il retro della villa con la serra. La sua costruzione va quindi collocata fra il 1860 e il 1900, epoca della massima espansione dell'architettura in ferro. Oltre alla coltivazione di piante esotiche e da fiore, si ipotizza il suo uso per il ricovero di piante, anche da frutto, nei mesi invernali.
Nel 1880, Achille Bruni realizzò un compendio scientifico sui giardini.

## La villa
L'aspetto odierno dell'edificio padronale di Villa Bonelli è quello risultante dagli interventi attuati nel corso dell'Ottocento. La pianta dell'edificio ha forma di "L". Le due ali sono unificate dallo stile architettonico ed è ascrivibile all'architetto neoclassico. I corpi dei due fabbricati sono coperti con tetto spiovente a due falde. Solo parte dell'ala minore presenta una copertura a terrazza a livello del secondo piano.
Sulla facciata principale si aprono cinque entrate, più una minore che ha la funzione di servizio. Spicca per monumentalità l'ingresso della chiesa o cappella padronale. Essa consiste in un arco a tutto sesto, sormontato da un architrave e da un timpano. Le altre quattro aperture hanno la forma di un arco spezzato in tre segmenti.
Il parametro del piano terra è caratterizzato da fasce sovrapposte continue di bugnato liscio ad intonaco. Il primo piano invece presenta pareti lisce ed intonacate. Le finestre si alternano ai balconi.
Dal momento che secondo piano è per metà terrazzato, il lato corto si presenta volumetricamente diverso dal blocco dell'edificio principale sotto al terrazzo si apre un corridoio carrozzabile di collegamento verso la "rimessa" e l'entrata secondaria lato campagna. L'intero l'edificio, in alto è chiuso da un cornicione modanato.
La facciata retrostante è meno preziosa e monumentale di quella principale: sono assenti i balconi e gli archi, le finestre non sono timpanate e le aperture sono squadrate. Al primo piano, tra le finestre, spuntano due strutture pensili semicircolari con finestrelle ovali: forse bagni o locali di servizio. La zona posteriore presenta un secondo piano che tradizionalmente è considerato essere stata la residenza della servitù.
Un altro elemento da notare è la presenza di alcune garitte pensili a scopo di difesa passiva, rivolte verso la campagna e la rimessa. Era una strumento difensivo tipico degli edifici massariali e delle dimore di campagna. Difatti, durante tutto l'Ottocento era diffusissimo il fenomeno del brigantaggio e delle ruberie, bene prima dell'Unità.
Oggi l'edificio padronale di Villa Bonelli è precluso alla visita.L'ambiente, molto ampio e decorato da pitture, si ipotizza che fosse adibito a momenti di svago e feste. L'ala visitata è più ricca dell'edificio è quella corta incentrata su un grande salone. Un corridoio innestato circa a metà di uno dei lati lunghi, dà accesso ad altri ambienti fino a terminare in un ingresso al terrazzo. Le decorazioni del salone e del corridoio si riconducono allo stile detto 'pompeiano', ispirato alle decorazioni parietali che si scoprivano negli scavi di Pompei ed Ercolano.
Recentemente è stata avanzata l'ipotesi di attribuire al pittore barlettano Geremia di Scanno queste pitture. Era lui il responsabile della documentazione pittorica degli scavi pompeiano, cultore di questo stile; lui stesso ha riprodotto le stesse pitture per opere enciclopediche. I dipinti ispirati allo stile pompeiano sono quelli del salone e del corridoio. Lo spazio sulle pareti è distribuito in sezioni rettangolari suddivise a loro volta in quadrati. In coincidenza degli angoli sono dipinte piante acquatiche o esseri animaleschi o mostruosi.
Sia nel salone che nel corridoio si aprono porte decorate da riquadri intagliati e dipinti di un marrone molto chiaro. Al centro del riquadro superiore sono rappresentati dei volti sorridenti che imitano maschere teatrali. Anche le pareti delle stanze sono decorate da pitture che coronano le pareti. Al centro del soffitto vi è un dipinto ovale di cui rappresenta un bambino ed una bambina, mentre mangiano l'uva sulle sponde di un fiume. Il pavimento risulta diverso, ha un disegno a cerchi giocato su bianco-nero.
Le pareti laterali del corridoio, hanno sul lato destro tre ingressi mentre sul sinistro due ingressi però ce ne solo uno accessibile. L'ultima porta a sinistra collega all'accesso alla scala interna che conduce al corridoio coperto. Dalla finestra-balcone si accede ad un vasto terrazzo dal quale si domina gran parte del giardino e dell'edificio. 
La prima porta sulla sinistra dà accesso diretto ad una grande stanza. La seconda parte a destra del corridoio si immette a sua volta con un altro ambiente. Sempre in corrispondenza del cornicione, al centro di ogni fascia, sono dipinti quattro veri e propri quadri con finte cornici in stucco dorato. Due rappresentano dei quadri di genere in stile napoletano tardo-ottocentesco: una marina al tramonto con barcaioli e montagne; un'altra marina al tramonto. Un'altra figura rappresenta due figure, un uomo e una donna sedute ad una pancia nei pressi di fronte all'ingresso in un vialetto. Infine, il contenuto dell'ultima cornice rappresenta una mischia tra cavalieri nelle loro armature e di fianco il Monumento alla Disfida elevato tra Andria e Corato nel luogo in cui essa svolse. Tutto questo risale alla fine dell'Ottocento.